# Amanda Todd
Amanda Michelle Todd (* 27. November 1996; † 10. Oktober 2012 in Port Coquitlam, British Columbia) war eine kanadische Schülerin, die wegen Sextortion durch Suizid starb. Als 12-Jährige hatte sie in einem Chat per Webcam vor einem Fremden ihren Oberkörper entblößt und wurde von diesem Mann später erpresst. Der Täter veröffentlichte und verbreitete ihr Bild, weshalb sie in der Schule gemobbt wurde. Es folgten Schulwechsel, Selbstverletzungen und ein gescheiterter Suizidversuch. Im Oktober 2012 beging sie im Alter von 15 Jahren Suizid. Vor ihrem Tod veröffentlichte sie ein neunminütiges Video, in dem sie über ihre Geschichte schweigend mit handgeschriebenen Zetteln berichtete. Ihre Leidensgeschichte löste weltweit Solidaritätsbekundungen und eine große mediale Rezeption aus.

## Hintergrund und Suizid
Am 7. September 2012 veröffentlichte Amanda Todd ein Video, in dem sie mittels handgeschriebener Zettel von ihrer Geschichte berichtet. Demnach hatte sie als Siebtklässlerin einen Videochat genutzt, um neue Leute kennenzulernen. Ein fremder Chatpartner hatte sie dabei überredet, ihren Oberkörper zu entblößen. Ihr Gegenüber speicherte ein Video und begann später, sie damit zu erpressen: Er forderte von ihr weitere Handlungen und drohte mit der Veröffentlichung des Videos. Später informierte die Polizei Amanda darüber, dass das Foto im Internet kursiere. Aufgrund der damit verbundenen sozialen Probleme zog Amandas Familie in eine andere Stadt.
Etwa ein Jahr später wurde auf Facebook ein Profil erstellt, in dem das angefertigte Foto zu sehen war. Zugleich wurden Klassenkameraden ihrer neuen Schule gezielt auf dieses Profil aufmerksam gemacht. Im weiteren Verlauf wechselte Amanda Todd ein zweites Mal die Schule. Dort wurde sie von mehreren Mädchen einer Affäre mit dem Freund eines der Mädchen beschuldigt, beleidigt und niedergeschlagen. In diesem Zusammenhang unternahm Amanda einen Suizidversuch; durch rechtzeitige ärztliche Maßnahmen überlebte sie.
Als Amanda aus dem Krankenhaus entlassen wurde, zog die Familie erneut in eine neue Stadt, doch das Mobbing über die sozialen Netzwerke hielt an. Der psychische Zustand des jungen Teenagers verschlechterte sich trotz der Einnahme von Antidepressiva weiter, sie verfiel in selbstverletzendes Verhalten. Am 10. Oktober 2012 beging sie Suizid.

## Polizeiliche Ermittlungen
Die kanadische Organisation cybertip.ca, die Hinweise zu sexueller Ausbeutung von Kindern sowie Kinderpornographie entgegennimmt, wurde im November 2011 eigenen Angaben zufolge auf das im Internet kursierende Bild aufmerksam gemacht. Diese Information wurde den Strafverfolgungsbehörden übergeben.
Nach Amanda Todds Suizid wurden polizeiliche Ermittlungen durch die Royal Canadian Mounted Police und British Columbia Coroners Service aufgenommen. 20 Ermittler waren dafür angesetzt. Insbesondere sollen Inhalte von sozialen Netzwerken im Fokus der Ermittler liegen, um den Urheber der Veröffentlichungen des ehrverletzenden Fotos zu ermitteln. Die Polizei richtete eine E-Mail-Adresse ein, an die die Bevölkerung Hinweise zu dem Foto sowie den Umständen der Veröffentlichung senden konnte. Innerhalb von 24 Stunden gingen über 400 Hinweise ein.
Im April 2014 wurde ein zu diesem Zeitpunkt 35-jähriger Mann in den Niederlanden als mutmaßlicher Täter verhaftet. Ihm wird vorgeworfen, ähnliche Taten mit Dutzenden weiterer Mädchen vollzogen zu haben. Die kanadische Regierung hat seine Auslieferung beantragt. Im Juni 2016 entschied ein Amsterdamer Gericht, dass der Niederländer an Kanada ausgeliefert wird. Zuvor musste er sich aber noch wegen Cybermobbing in den Niederlanden selbst vor Gericht verantworten. Er wurde dem Urteil zufolge in 34 Fällen für schuldig befunden. Im März 2017 wurde er von einem niederländischen Gericht zur Höchststrafe von 10 Jahren und 8 Monaten verurteilt.

## Reaktionen

### Mediale Reaktionen
Amanda Todds Suizid erlangte schnell große mediale Beachtung, insbesondere durch die Verbreitung ihres Videos: Innerhalb einer Woche nach Veröffentlichung wurde es rund 1,6 Millionen Mal angesehen. Am 19. Oktober 2012 wurden Vigilfeiern zum Andenken an Amanda Todd abgehalten, außerdem gab es vielerorts Schweigeminuten, insbesondere in Schulen. In verschiedenen Reden gingen Persönlichkeiten wie Magic Johnson, Demi Lovato und die Premierministerin von British Columbia, Christy Clark, auf die Geschehnisse ein.

### Reaktion durch Anonymous
Die Hackergruppe Anonymous behauptete kurz nach Todds Suizid, den Erpresser ausfindig gemacht zu haben, und veröffentlichte Namen, Anschrift und Foto eines 31-jährigen Mannes aus British Columbia. Begünstigt durch die starke mediale Präsenz des Vorfalles kam es anschließend zu diversen Beschimpfungen und Bedrohungen, auch Morddrohungen, gegen diesen Mann durch Online-User. In einem Interview mit CBC News gab der Mann an, mit Todd gechattet zu haben, bestritt aber die weiteren Vorwürfe. Die kanadische Polizei warnte vor zu schnellen Schlüssen. Einige Tage später stellte sich heraus, dass der von Anonymous Beschuldigte nicht der Erpresser war und auch die veröffentlichte Adresse mit dem Fall nichts zu tun hatte.

### „Amanda Todd Trust“
Amandas Mutter gründete im November 2012 den Amanda Todd Trust, der sich für junge Menschen mit psychischen Problemen einsetzt.

### Musikalische Würdigung
Am 24. Oktober 2012 veröffentlichte die kanadische Singer-Songwriterin Elise Estrada über das Label XOXO Entertainment die Single Wonder Woman, die Amanda Todd gewidmet ist. Die Einkünfte aus dem Verkauf über iTunes gehen dabei vollständig an The Amanda Todd Legacy Fund, der damit Anti-Mobbing-Kampagnen und Programme zur Suizid-Prävention unterstützt.
Es wurden außerdem zwei Versionen eines Musikvideos gedreht. Eine Version verwendet ebenfalls das Stilmittel handgeschriebener Zettel, auf denen der Songtext zu sehen ist. Die andere Version beinhaltet neben Aufnahmen der Interpretin auch kurze Videoclips und Fotos von Amanda Todd sowie Fotos von Personen aus aller Welt, die Zettel mit der Aufschrift „Just Like Wonder Woman“ in Richtung der Kamera halten.